# Гргич, Леон
Леон Гргич (нем. Leon Grgic; родился 22 января 2006, Брукк-ан-дер-Мур) — австрийский футболист, нападающий клуба «Штурм».

## Клубная карьера
Футбольную карьеру начал в академии клуба «Капфенберг», в 2015 году присоединился к академии клуба «Штурм». Летом 2021 года подписал свой первый профессиональный контракт со «Штурмом». 25 февраля 2023 года дебютировал в основном составе «Штурма» в матче австрийской Бундеслиги против клуба «Аустрия (Клагенфурт)».

## Карьера в сборной
Выступал за юношеские сборные Австрии разных возрастов.